# Ciężów (stacja kolejowa)
Ciężów (ukr. Ценжів; ros. Ценжев) – stacja kolejowa w miejscowości Ciężów, w rejonie iwanofrankiwskim, w obwodzie iwanofrankiwskim, na Ukrainie.
Stacja powstała w czasach Austro-Węgier na linii Kolei Arcyksięcia Albrechta (później części Galicyjskiej Kolei Transwersalnej).